# 칸타녜드

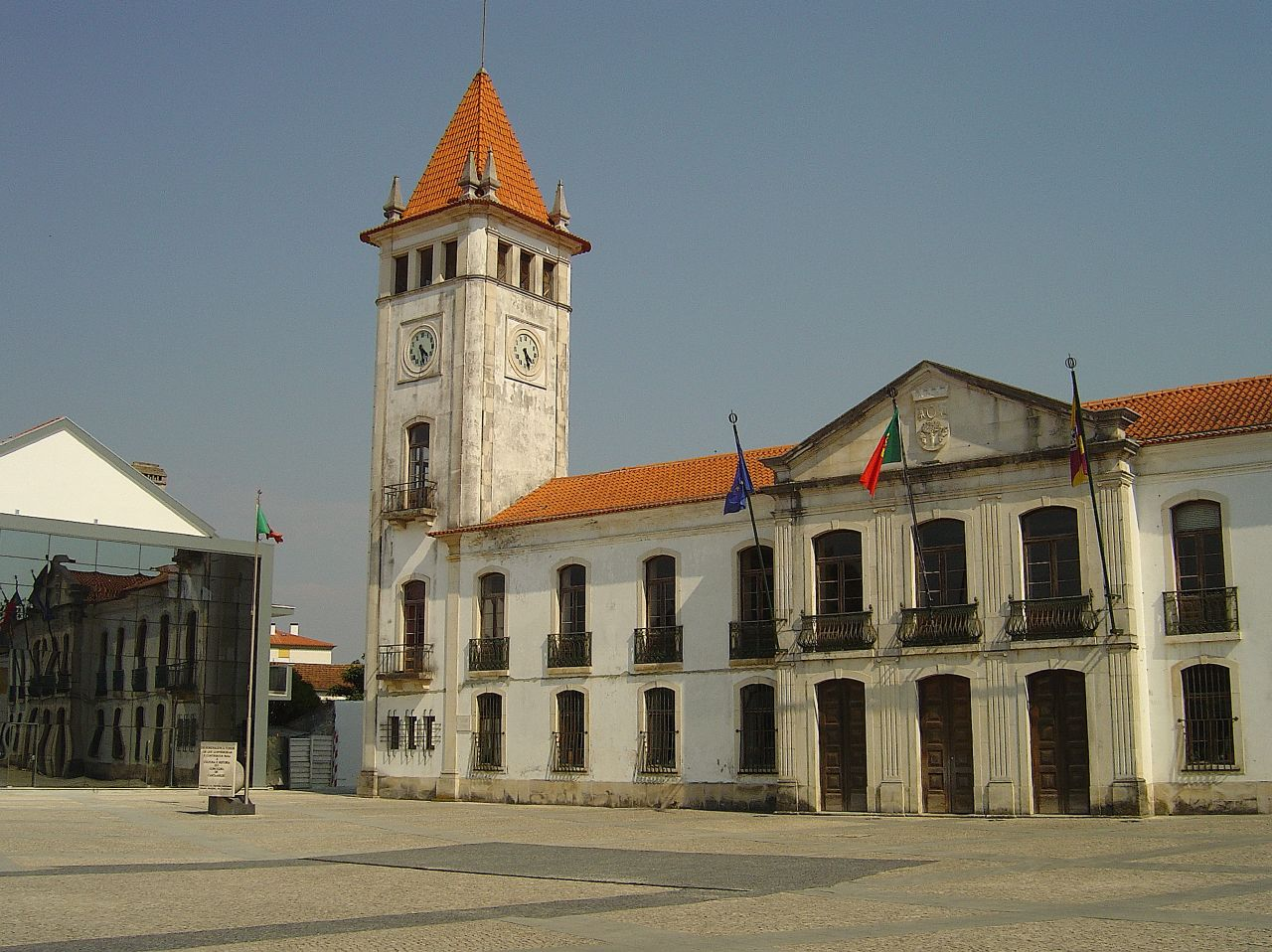
칸타녜드

칸타녜드의 위치

칸타녜드(포르투갈어: Cantanhede)는 포르투갈 코임브라 현에 위치한 도시로 면적은 390.88km2, 인구는 36,595명(2011년 기준), 인구 밀도는 94명/km2이다.

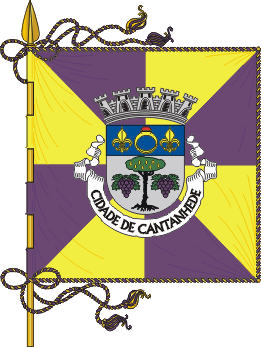
시기
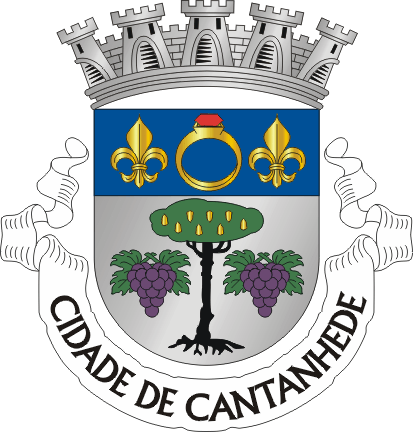
시 문장